# Karl Schäfer
Karl Schäfer (17. května 1909, Vídeň – 23. dubna 1976, Vídeň) byl rakouský krasobruslař. Získal dvě zlaté olympijské medaile, když vyhrál mužský krasobruslařský individuální závod na olympiádě v Lake Placid roku 1932 a na hrách v Garmisch-Partenkirchenu v roce 1936. Zúčastnil se i krasobruslařského závodu zimních olympijských her v roce 1928 ve Svatém Mořici, kde skončil čtvrtý. Krom toho je sedminásobným mistrem světa, když vyhrál mužský závod na sedmi po sobě jdoucích šampionátech v letech 1930–1936. Stejně unikátní bilanci má z mistrovství Evropy, které vyhrál osmkrát po sobě, v letech 1929–1936. Jeho sedm, respektive osm po sobě jdoucích titulů je výsledek, který po něm nedokázal ani na jednom z těchto turnajů již nikdy nikdo zopakovat. Jeho celkový počet titulů na světovém šampionátu je druhý nejvyšší po Ulrichu Salchowovi. Věnoval se rovněž plavání a reprezentoval v tomto sportu Rakousko na letních olympijských hrách v Amsterdamu roku 1928.